# Vasopressina
La vasopressina, nota anche come ormone antidiuretico o ADH (dall'inglese antidiuretic hormone), adiuretina, arginin-vasopressina (AVP) o argipressina, è un peptide di nove amminoacidi con funzioni di ormone, neurotrasmettitore e modulatore della trasmissione nervosa. 
La maggior parte della vasopressina presente nel sistema nervoso centrale viene sintetizzata dai nuclei sopraottico e paraventricolare dell'ipotalamo. Da questi nuclei viene trasportata per via assonale alla neuroipofisi dove viene immessa nel torrente circolatorio e svolge importanti funzioni omeostatiche.
La vasopressina, a livello del sistema nervoso centrale, è stata trovata anche in altre popolazioni neuronali dove ha la funzione di neurotrasmettitore e/o neuromodulatore (co-trasmettitore). In particolare, nei neuroni del nucleo della stria terminalis, potrebbe svolgere un ruolo nei fenomeni di apprendimento e memoria. Svolge anche un ruolo attivo nel controllo della temperatura corporea.

## Struttura
Le vasopressine (vasopressina umana e gli analoghi ormoni presenti in altre specie animali) sono dei peptidi formati da 9 aminoacidi (nonapeptide); il numero di aminoacidi presenti nella molecola di preormone prima che questa venga attivata per clivaggio è di 164. 
La vasotocina, dal punto di vista evoluzionistico, è il progenitore di tutti gli ormoni secreti dalla neuroipofisi nei vertebrati.
La sequenza aminoacidica (struttura primaria) della vasopressina umana è Cys-Tyr-Phe-Gln-Asn-Cys-Pro-Arg-Gly con i residui di cisteina legati da un ponte disolfuro. 

### Correlazione con l'ossitocina
La struttura dell'ossitocina è molto simile a quella delle vasopressine: anch'essa è un nonapeptide (peptide di nove aminoacidi) con un ponte disolfuro e la sua sequenza aminoacidica differisce solo in due posizioni.
Il gene che codifica per la vasopressina e il gene che codifica per l'ossitocina si trovano sullo stesso cromosoma separati da una distanza relativamente breve (meno di 15000 basi nelle varie specie). 
I neuroni magnocellulari che producono vasopressina sono simili in molti aspetti e adiacenti ai neuroni magnocellulari che producono ossitocina. 
La somiglianza tra vasopressina ed ossitocina può determinare reazioni crociate: l'ossitocina presenta una bassa attività antidiuretica, alti livelli di vasopressina possono determinare contrazioni della muscolatura uterina.
| Vertebrati: famiglia delle vasopressine                   | Vertebrati: famiglia delle vasopressine | Vertebrati: famiglia delle vasopressine                                                         |
| --------------------------------------------------------- | --------------------------------------- | ----------------------------------------------------------------------------------------------- |
| Cys-Tyr-Phe-Gln-Asn-Cys-Pro-Arg-Gly-NH2                   | arginin-vasopressina (AVP, ADH)         | La maggior parte dei mammiferi                                                                  |
| Cys-Tyr-Phe-Gln-Asn-Cys-Pro-Lys-Gly-NH2                   | lipressina (LVP)                        | maiale, ippopotamo, facocero, alcuni marsupiali                                                 |
| Cys-Phe-Phe-Gln-Asn-Cys-Pro-Arg-Gly-NH2                   | felipressina                            | Alcuni marsupiali                                                                               |
| Cys-Tyr-Ile-Gln-Asn-Cys-Pro-Arg-Gly-NH2                   | vasotocina                              | Non mammiferi                                                                                   |
| Vertebrati: famiglia delle ossitocine                     |                                         |                                                                                                 |
| Cys-Tyr-Ile-Gln-Asn-Cys-Pro-Leu-Gly-NH2                   | Ossitocina (OXT)                        | La maggior parte dei mammiferi, chimaera                                                        |
| Cys-Tyr-Ile-Gln-Asn-Cys-Pro-Ile-Gly-NH2                   | mesotocina                              | La maggior parte dei marsupiali, tutti gli uccelli, rettili, anfibi, pesci polmonati, celacanti |
| Cys-Tyr-Ile-Gln-Ser-Cys-Pro-Ile-Gly-NH2                   | seritocina                              | Rane                                                                                            |
| Cys-Tyr-Ile-Ser-Asn-Cys-Pro-Ile-Gly-NH2                   | isotocina                               | Pesci ossei                                                                                     |
| Cys-Tyr-Ile-Ser-Asn-Cys-Pro-Gln-Gly-NH2                   | glumitocina                             | Razze                                                                                           |
| Cys-Tyr-Ile-Asn/Gln-Asn-Cys-Pro-Leu/Val-Gly-NH2           | varie -tocine                           | Squali                                                                                          |
| Invertebrati: Superfamiglia delle ossitocine-vasopressine |                                         |                                                                                                 |
| Cys-Leu-Ile-Thr-Asn-Cys-Pro-Arg-Gly-NH2                   | ormone diuretico                        | Locusta                                                                                         |
| Cys-Phe-Val-Arg-Asn-Cys-Pro-Thr-Gly-NH2                   | annetocina                              | Lombrichi                                                                                       |
| Cys-Phe-Ile-Arg-Asn-Cys-Pro-Lys-Gly-NH2                   | lisin-connopressina                     | Alcuni molluschi marini appartenenti alla famiglia dei Conidae e Aplysia, sanguisughe           |
| Cys-Ile-Ile-Arg-Asn-Cys-Pro-Arg-Gly-NH2                   | arginin-connopressina                   | Conus geographus                                                                                |
| Cys-Tyr-Phe-Arg-Asn-Cys-Pro-Ile-Gly-NH2                   | cefalotocina                            | Polpi                                                                                           |
| Cys-Phe-Trp-Thr-Ser-Cys-Pro-Ile-Gly-NH2                   | octopressina                            | Polpi                                                                                           |

## Controllo della secrezione
La vasopressina viene secreta nelle seguenti condizioni:
- Disidratazione dell'organismo: è lo stimolo più efficace nell'indurre la secrezione dell'ormone. La vasopressina determina il recupero di fluidi attraverso la formazione di urine più concentrate. Determina anche un aumento della pressione arteriosa in quanto ha anche attività di vasocostrittore. Una sostanza simile denominata lisin-vasopressina è stata trovata nei maiali dove svolge funzioni analoghe.
- Nell'ipotalamo i neuroni che formano i nuclei sopraottico e paraventricolare che sintetizzano la vasopressina sono osmocettori che in seguito all'aumento dell'osmolarità del plasma (soprattutto se determinata da una aumentata concentrazione di sodio) inducono la secrezione di vasopressina a livello dell'ipofisi posteriore (neuroipofisi). Questi neuroni ricevono anche afferenze da altri osmocettori localizzati in regioni (organo vascoloso della lamina terminale e organo subfornicale) localizzate in prossimità della parete anteriore del terzo ventricolo.
- La secrezione, assente a livelli di osmolarità plasmatica intorno ai 280 mosm/kg, è già spiccata a 290 mosm/kg ossia a livelli di poco superiori. Gli osmocettori, oltre a regolare il rilascio di vasopressina, controllano anche lo stimolo della sete.
- La vasopressina non è l'unico ormone che regola i fenomeni di concentrazione e diluizione delle urine: altri ormoni coinvolti sono l'aldosterone e i peptidi natriuretici come il peptide natriuretico atriale.
- Contrazione del volume plasmatico: è un meccanismo meno sensibile rispetto alla risposta in seguito ad aumenti dell'osmolarità plasmatica. La vasopressina viene prodotta in seguito a stimolazione dei barocettori presenti nelle carotidi e nelle altre arterie e dei volocettori a livello dell'atrio destro. Le emorragie inducono la liberazione di vasopressina attraverso questo meccanismo.
- Aumenti della concentrazione plasmatica di colecistochinina attraverso modalità non ancora chiarite.
- L'alcool etilico riduce la secrezione di vasopressina. La conseguente riduzione del riassorbimento di acqua dal filtrato glomerulare contribuisce all'aumento della diuresi che si osserva in seguito ad ingestione di alcool.
- L'Angiotensina II può stimolare la secrezione di vasopressina.[2]

## Attività
| Recettore | Secondo messaggero         | Localizzazione | Effetto |
| --------- | -------------------------- | --- | --- |
| V1a       | fosfatidilinositolo/calcio | fegato, rene, vasi periferici, cervello | vasocostrizione, gluconeogenesi, aggregazione piastrinica, rilascio di fattore VIII e fattore di von Willebrand; riconoscimento dei membri della propria specie, ritmo circadiano in topi con mutazione tau |
| V1b       | fosfatidilinositolo/calcio | ipofisi, cervello | secrezione di adrenocorticotropina (ACTH) in risposta a stress; codificazione di tipo sociale degli stimoli olfattivi |
| V2        | adenilato ciclasi/cAMP     | membrana basolaterale delle cellule dei dotti collettori del rene (specialmente dotti collettori corticali e della periferia della midollare) | inserzione di acquaporina-2 (AQP2) (canali per il passaggio dell'acqua). Permettono il riassorbimento dell'acqua secondo gradiente rendendo le urine più concentrate. Rilascio del fattore di von Willebrand ed espressione sulla membrana di P-selectina attraverso l'esocitosi dei corpi di Weibel-Palade dalla cellula endoteliale |

### Rene
L'ormone agisce a livello del dotto collettore (zona iperosmotica) dove promuove l'inserimento, a livello della membrana apicale delle cellule epiteliali tubulari, di proteine chiamate acquaporine (aquaporina-2s), che aumentano il riassorbimento dell'acqua. Vengono così escrete urine ridotte in volume e concentrate fino a 1200 mMol/l (antidiuresi). Viceversa, per una diminuzione di osmolarità del plasma si avranno urine diluite (150 mMol/l).
La vasopressina lega recettori specifici denominati V2 (accoppiati a proteine G stimolatorie) situati sulla membrana basolaterale delle cellule del tubulo contorto distale. Le proteine G stimolatorie attivano l'enzima adenilato ciclasi con formazione di cAMP e pirofosfato a partire da ATP. Il cAMP attiva una cascata di segnali che termina con l'inserzione nella membrana plasmatica apicale delle acquaporine le quali normalmente si trovano inserite nella membrana di vescicole di deposito. L'inserimento delle proteine nella membrana plasmatica avviene tramite un processo di esocitosi delle vescicole. In caso di diminuzione della vasopressina le acquaporine saranno nuovamente internalizzate nella cellula tramite endocitosi. Il processo tramite cui porzioni di membrana vengono inserite o tolte dalla membrana plasmatica è noto come "riciclaggio di membrana".
La proteina repressore che regola l'espressione del gene che codifica per la protein chinasi A (PKA) ha un sito di legame per il cAMP. In seguito al legame, la proteina si distacca dal promoter del gene determinando una maggior sintesi di PKA. La protein chinasi A fosforila altri enzimi che in cascata arrivano alla liberazione di glucosio a partire dal glicogeno alla base dei processi che producono energia all'interno della cellula. L'energia viene anche utilizzata per fondere la membrana delle vescicole nella quale sono inserite le acquaporine con la membrana della cellula epiteliale tubulare. In questo processo sono probabilmente coinvolti ioni calcio e quindi la fosfolipasi C (PLC). La PLC può essere attivata da recettori associati a proteine G.
La vasopressina inoltre aumenta la permeabilità all'urea della porzione papillare dei dotti collettori, determinando un aumentato riassorbimento di urea nell'interstizio della midollare renale, in seguito al gradiente di concentrazione creato dalla rimozione di acqua nella porzione corticale dei dotti collettori. L'urea, a livello degli osmocettori ipotalamici, diffondendo liberamente attraverso le membrane, non costituisce uno stimolo per l'inibizione del rilascio di vasopressina.
Un'altra funzione della vasopressina nel rene è quella di stimolare il riassorbimento di sodio a livello della porzione ascendente dell'ansa di Henle.

### Sistema cardiovascolare
La vasopressina, aumentando le resistenze periferiche, determina un innalzamento della pressione arteriosa. Questo tipo di regolazione è blanda nell'individuo sano; acquista maggiore importanza nei casi di shock ipovolemico dovuto, ad esempio, ad emorragie dove la vasopressina secreta si rivela un efficiente meccanismo di compensazione.

### Sistema nervoso centrale
La vasopressina prodotta e rilasciata nel sistema nervoso centrale, dove ha funzioni di neurotrasmettitore o neuromodulatore, sembra essere implicata nei meccanismi di formazione della memoria (memoria a lungo e breve termine) e nei riflessi polisinaptici. I meccanismi alla base di queste funzioni non sono stati ancora chiariti e anche il reale ruolo della vasopressina in questo ambito è ancora controverso. Ciononostante la desmopressina, una sostanza analoga alla vasopressina, ha suscitato interesse come sostanza nootropa.
La vasopressina è rilasciata nel cervello con ritmo circadiano dai neuroni del nucleo soprachiasmatico dell'ipotalamo. La vasopressina rilasciata dai neuroni ipotalamici che proiettano alla corteccia è coinvolta nella regolazione della pressione arteriosa, della temperatura corporea e, in animali come il topo campagnolo comune, nei comportamenti aggressivi.
È in studio il ruolo della vasopressina nei comportamenti sociali dei topi. Si pensa che la vasopressina, rilasciata nel sistema nervoso centrale durante l'attività sessuale, induca e mantenga comportamenti rivolti a mantenere la stabilità della coppia come, ad esempio, l'aggressività verso altri maschi.
Le evidenze sperimentali includono studi condotti in diverse specie animali e indicano che la distribuzione all'interno delle varie regioni del sistema nervoso centrale della vasopressina e dei suoi recettori presenta differenze tra le varie specie animali e correla con differenti comportamenti sociali specie specifici. In particolare, i recettori per la vasopressina sono distribuiti in maniera differente nelle specie animali monogame e promiscue, talvolta è differente anche la distribuzione degli assoni contenenti vasopressina, anche quando vengano comparate specie strettamente correlata tra di loro. Inoltre, anche esperimenti che prevedono l'iniezione intracerebrale di agonisti ed antagonisti della vasopressina rafforzano l'ipotesi che la vasopressina sia coinvolta nei comportamenti aggressivi contro altri maschi. È stato anche dimostrato che differenze nella sequenza del gene che codifica per il recettore della vasopressina tra individui della stessa specie potrebbero essere predittive di differenze nel comportamento sociale.

## Patologie correlate
Una diminuzione del rilascio di vasopressina o una diminuita sensibilità dei reni all'ormone determina diabete insipido, una condizione caratterizzata da ipernatriemia (aumento del sodio nel sangue), poliuria (aumentata produzione di urina) e conseguente polidipsia (sete).
Aumentati livelli di vasopressina configurano la sindrome da inappropriata produzione di ormone antidiuretico (SIADH) che decorre con iponatriemia. Si possono riscontrare in patologie neurologiche e in caso di microcitoma polmonare, un tumore che può secernere sostanze ad attività ormonale tra cui la vasopressina. Anche alcuni medicamenti preoperatori come gli oppiacei, ossitocina, antiemetici determinano un'aumentata secrezione di vasopressina che può causare una moderata iponatriemia per alcuni giorni.
Numerose ricerche scientifiche hanno dimostrato, in laboratorio, un ruolo della vasopressina nell'idrope dell'orecchio interno e nella Sindrome di Ménière.

## Usi clinici
L'infusione di vasopressina è stata utilizzata come trattamento di seconda scelta nello shock settico non responsivo ad alte dosi di inotropi (ad esempio dopamina e noradrenalina). È stato dimostrato che la sua efficacia nell'arresto cardiaco asistolico è maggiore dell'adrenalina Sebbene non tutti gli studi concordino sulla superiorità della vasopressina su altre molecole nell'arresto cardiaco asistolico, uno studio del 2006 su arresti cardiaci avvenuti al di fuori dell'ambiente ospedaliero ha corroborato questa tesi.

### Analoghi della vasopressina
Gli agonisti della vasopressina vengono utilizzati in terapia in diverse condizioni.
La desmopressina è l'analogo sintetico della vasopressina ed è dotata di una lunga durata d'azione. La desmopressina è utilizzata nei casi di ridotta secrezione di vasopressina, per il controllo del sanguinamento in alcune forme della malattia di Von Willebrand, e nei casi di incontinenza infantile resistenti ad altri approcci terapeutici.
La terlipressina e altre molecole correlate con analoga attività farmacologica vengono utilizzate come vasocostrittori nel trattamento delle varici esofagee sin dal 1970.

### Inibitori dei recettori per la vasopressina
- La demeclociclina, un antibiotico appartenente alla classe delle tetracicline, viene in alcuni casi utilizzata per bloccare l'azione della vasopressina sui reni nei casi di iponatriemia nella sindrome da inappropriata secrezione di ormone antidiuretico quando non si ottengono risultati con la restrizione di liquidi.
- Nel 2004 è stata studiata una classe di farmaci tra cui conivaptan, tolvaptan relcovaptan lixivaptan che agiscono inibendo l'azione dei della vasopressina sui recettori V1 e V2: il conivaptan ha una maggiore selettività sui recettori di tipo V1a e V2, le altre molecole soprattutto sui recettori V2. Questi farmaci sono anche stati studiati per vagliarne l'utilizzo nella terapia dello scompenso cardiaco congestizio.